# Pannariaceae
Physciaceae is een botanische naam voor een familie van korstmossen behorend tot de orde Peltigerales. Het typegeslacht is Pannaria.

## Geslachten
De familie Pannariaceae bestaat uit de volgende geslachten:
- Austrella
- Austroparmeliella
- Degelia
- Erioderma
- Fuscoderma
- Fuscopannaria
- Gibbosporina
- Homothecium
- Hosseusia
- Leciophysma
- Leightoniella
- Leioderma
- Lepidocollema
- Leptogidium
- Moelleropsis
- Nebularia
- Nevesia
- Pannaria
- Parmeliella
- Pectenia
- Physma
- Protopannaria
- Psoroma
- Psoromaria
- Psoromidium
- Psorophorus
- Ramalodium
- Rockefellera
- Santessoniella
- Siphulastrum
- Staurolemma
- Steineropsis
- Xanthopsoroma